# Distretto di Shijingshan
Il distretto di Shijingshan (cinese semplificato: 石景山区; cinese tradizionale: 石景山區; mandarino pinyin: Shíjǐngshān Qū) è un distretto di Pechino. Ha una superficie di 84,38 km² e una popolazione di 616.000 abitanti al 2010.